# Skikda (tỉnh)
Skikida (tiếng Ả Rập:سكيكدة) là một tỉnh của Algérie, ở bờ đông Địa Trung Hải.

## Các đơn vị hành chính
Tỉnh này gồm 13 huyện và 38 đô thị. Các huyện bao gồm:
- Skikda
- El Hadaik
- El Harrouch
- Ramdane Djamel
- Sidi Mezghiche
- Azzaba
- Ben Azzouz
- Tamalous
- Collo
- Zitouna
- Aïn Kechra
- Ouled Attia
- Đô thị cấp huyện: Oum Toub